# California (Missouri)
California é uma cidade localizada no estado americano de Missouri, no Condado de Moniteau.

## Demografia
Segundo o censo americano de 2000, a sua população era de 4 005 habitantes. 
Em 2006, foi estimada uma população de 4 185, um aumento de 180 (4.5%).

## Geografia
De acordo com o United States Census Bureau tem uma área de 7,8 km², dos quais 7,8 km² cobertos por terra e 0,0 km² cobertos por água.

## Localidades na vizinhança
O diagrama seguinte representa as localidades num raio de 20 km ao redor de California. 